# Simca
Simca (Société Industrielle de Mécanique et Carosserie Automobile) – francuski producent samochodów osobowych istniejący w latach 1934–1980.

## Historia
Firma została założona w listopadzie 1934 przez Henriego Pigozziego, Włocha urodzonego w Turynie. Do 1938 nosiła nazwę Simca-Fiat. W początkowym okresie istnienia produkowała na licencji małolitrażowe samochody włoskiego Fiata. Samochody Simca były produkowane w Nanterre, a od 1954 w Poissy niedaleko Paryża.
Po II wojnie światowej Simca współpracowała z Fordem i Chryslerem. Dwa modele tej firmy otrzymały tytuł samochodu roku: Simca 1307 w 1976 oraz Simca Horizon w 1979. W 1980 fabrykę zakupił Peugeot. W 1987 zaprzestano wytwarzania samochodów pod marką Simca.

## Modele Simca

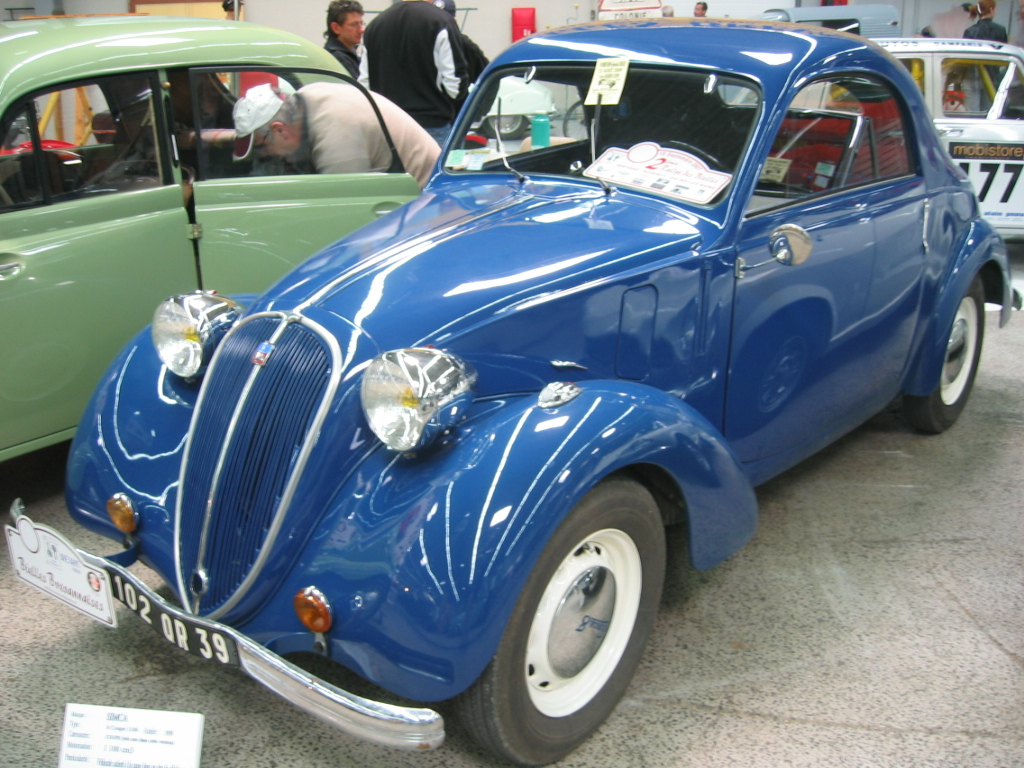
Simca 8 (1938–1951)
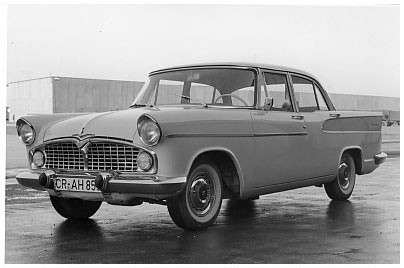
Simca Vedette (1958–1961)
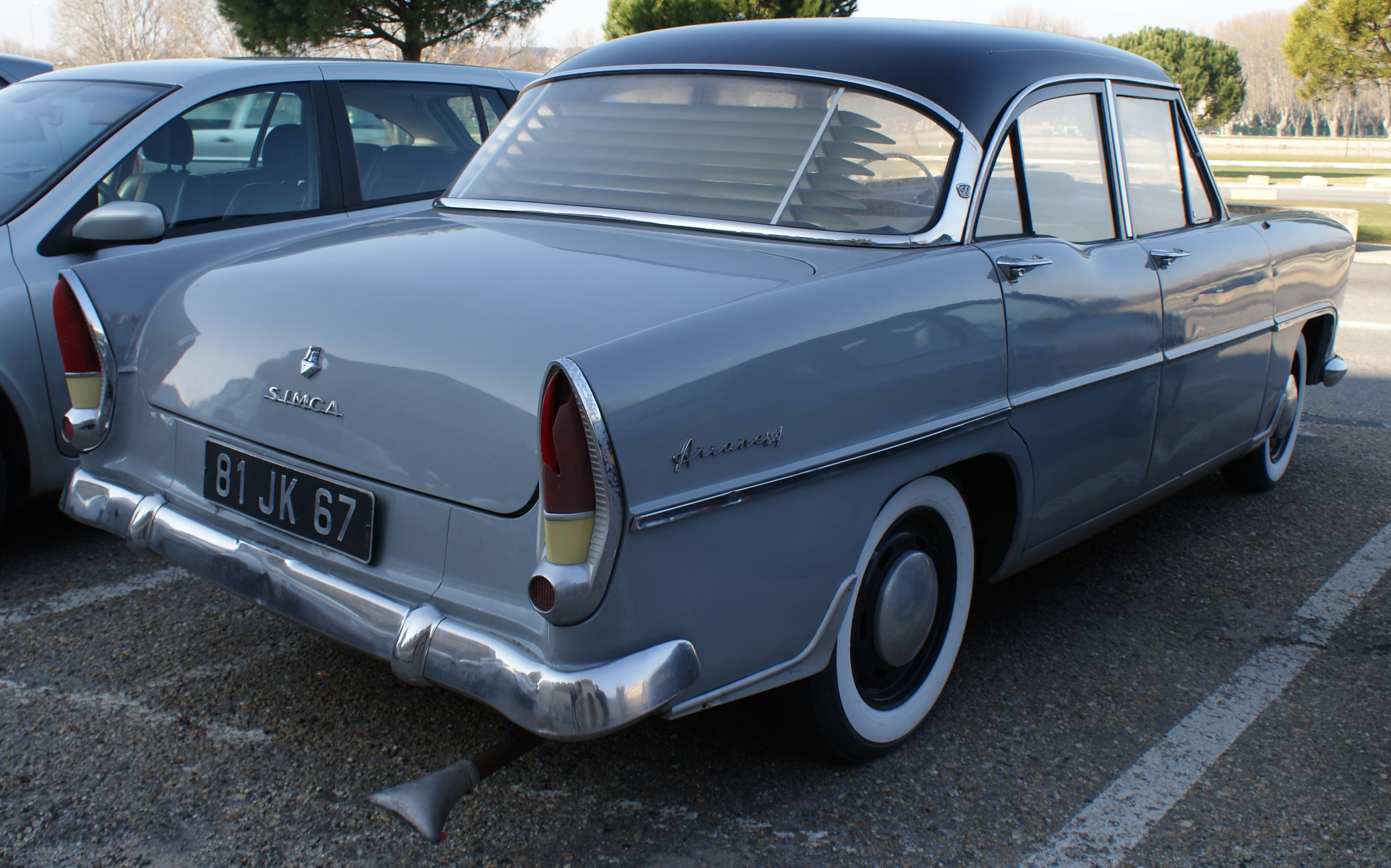
Simca Ariane (1957–1963)
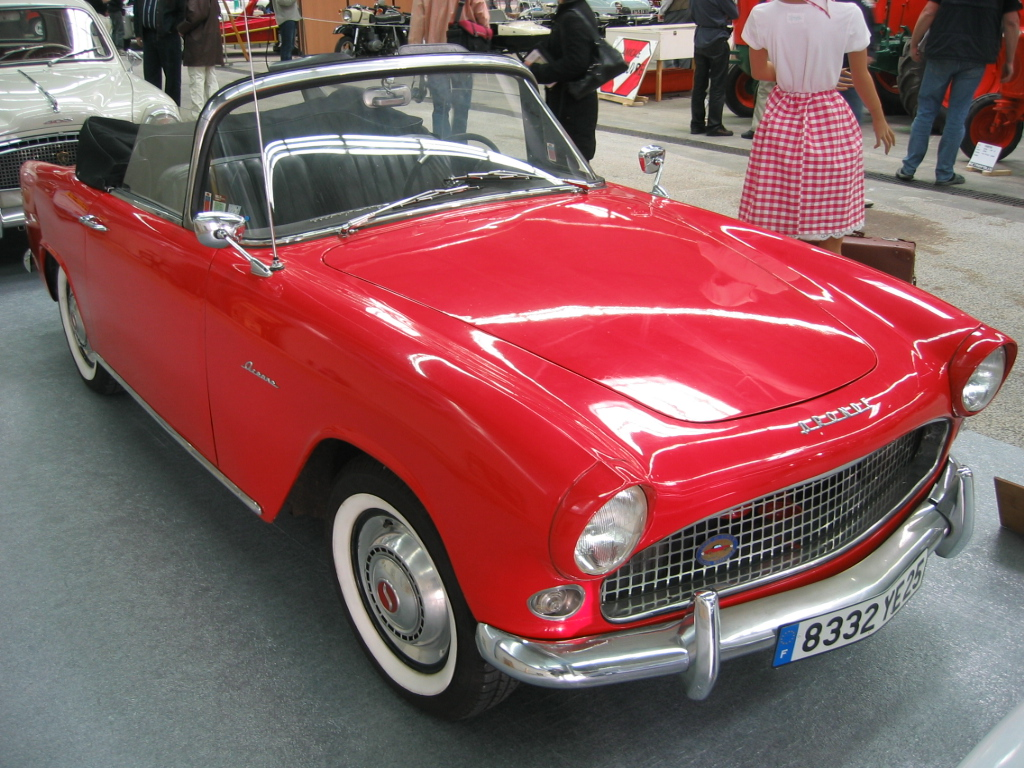
P60 Aronde (1958–1964)
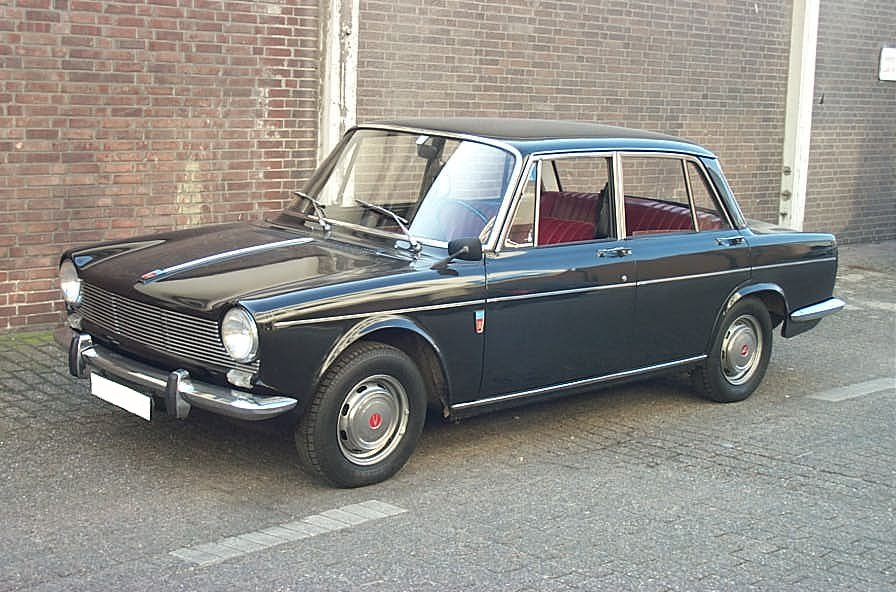
Simca 1300/1500 (1963–1975)
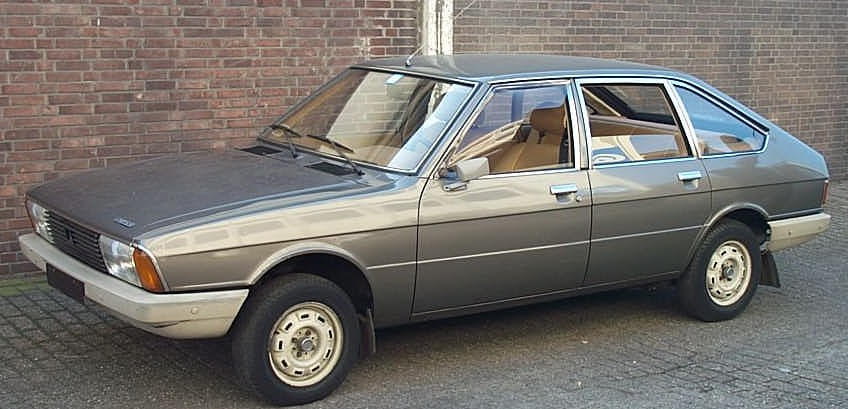
Simca 1307 GLS (1975–1986)
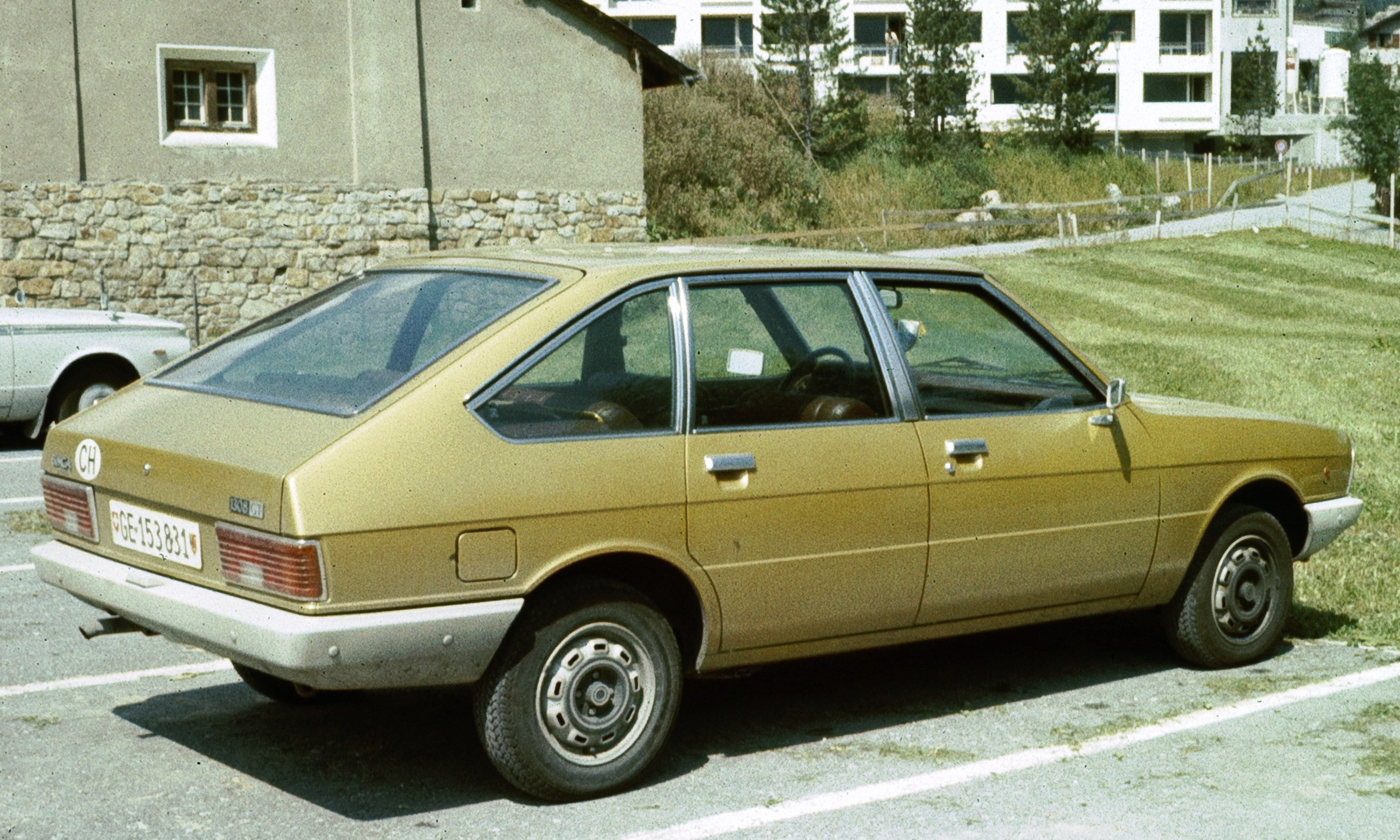
Simca 1308GT (1975–1980)
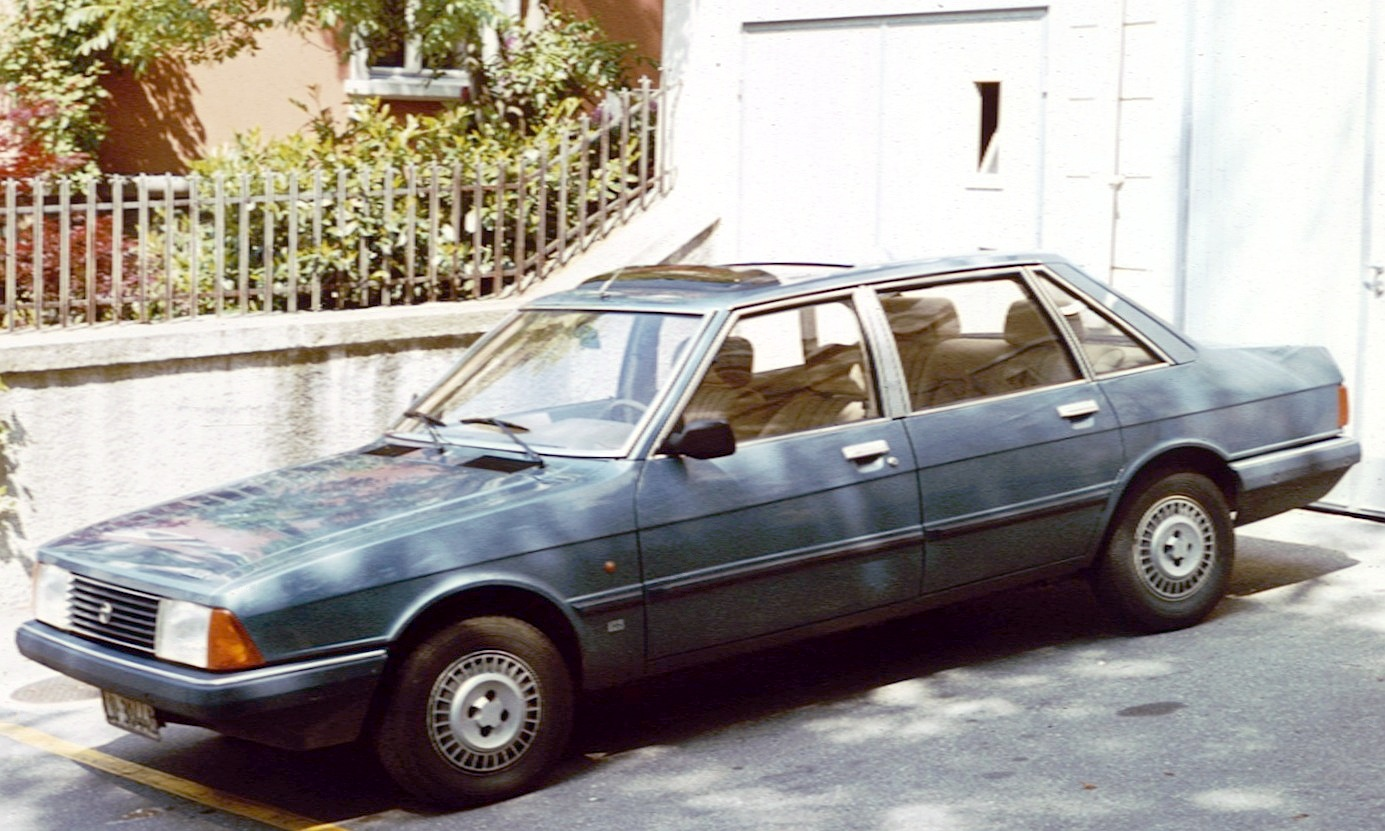
Talbot Solara (1980–1986)
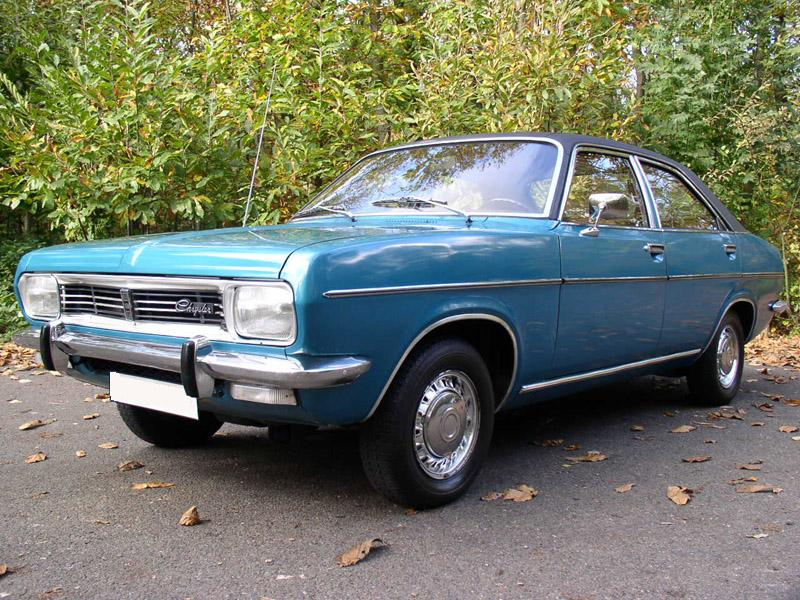
Chrysler 180
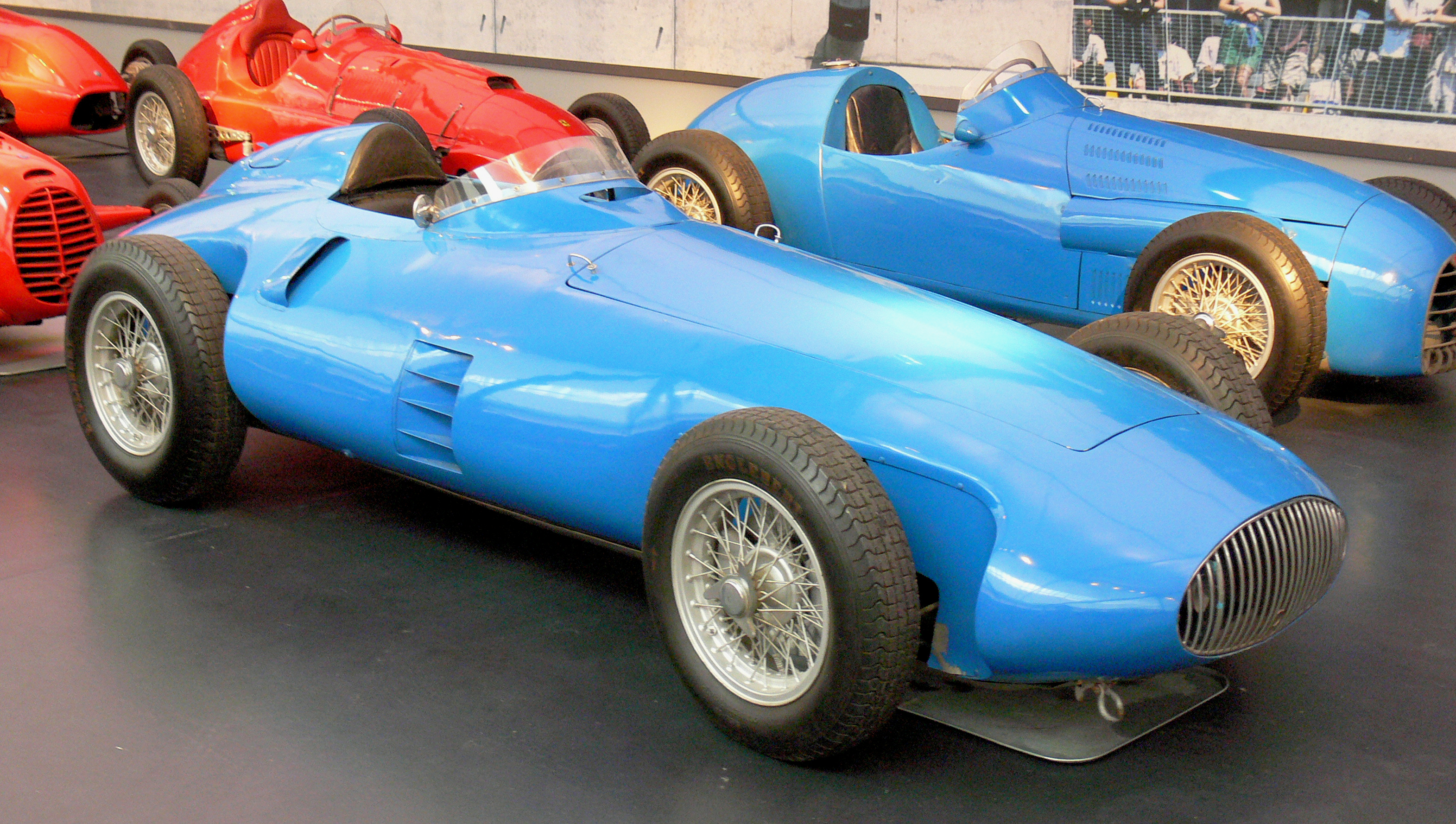
Gordini Type 32
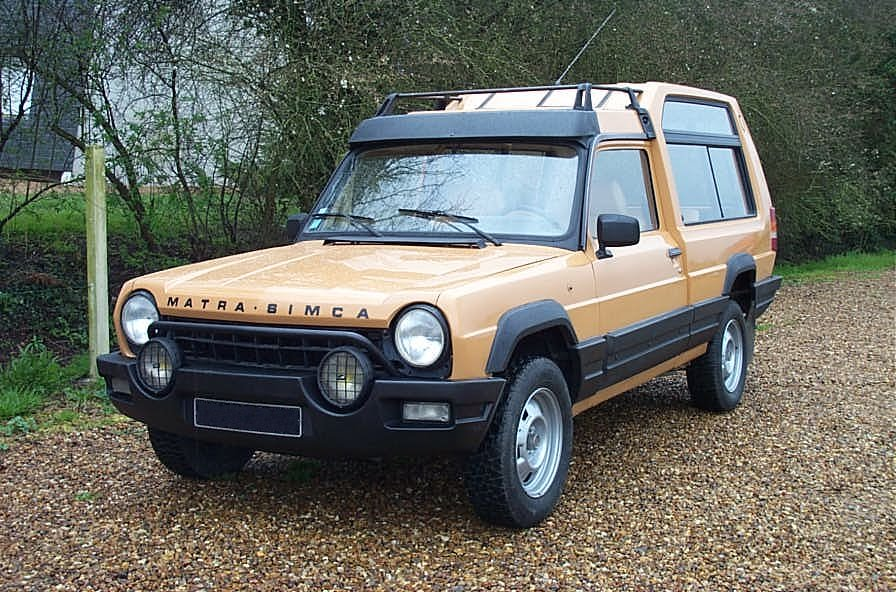
Matra-Simca Rancho (1977–1979)
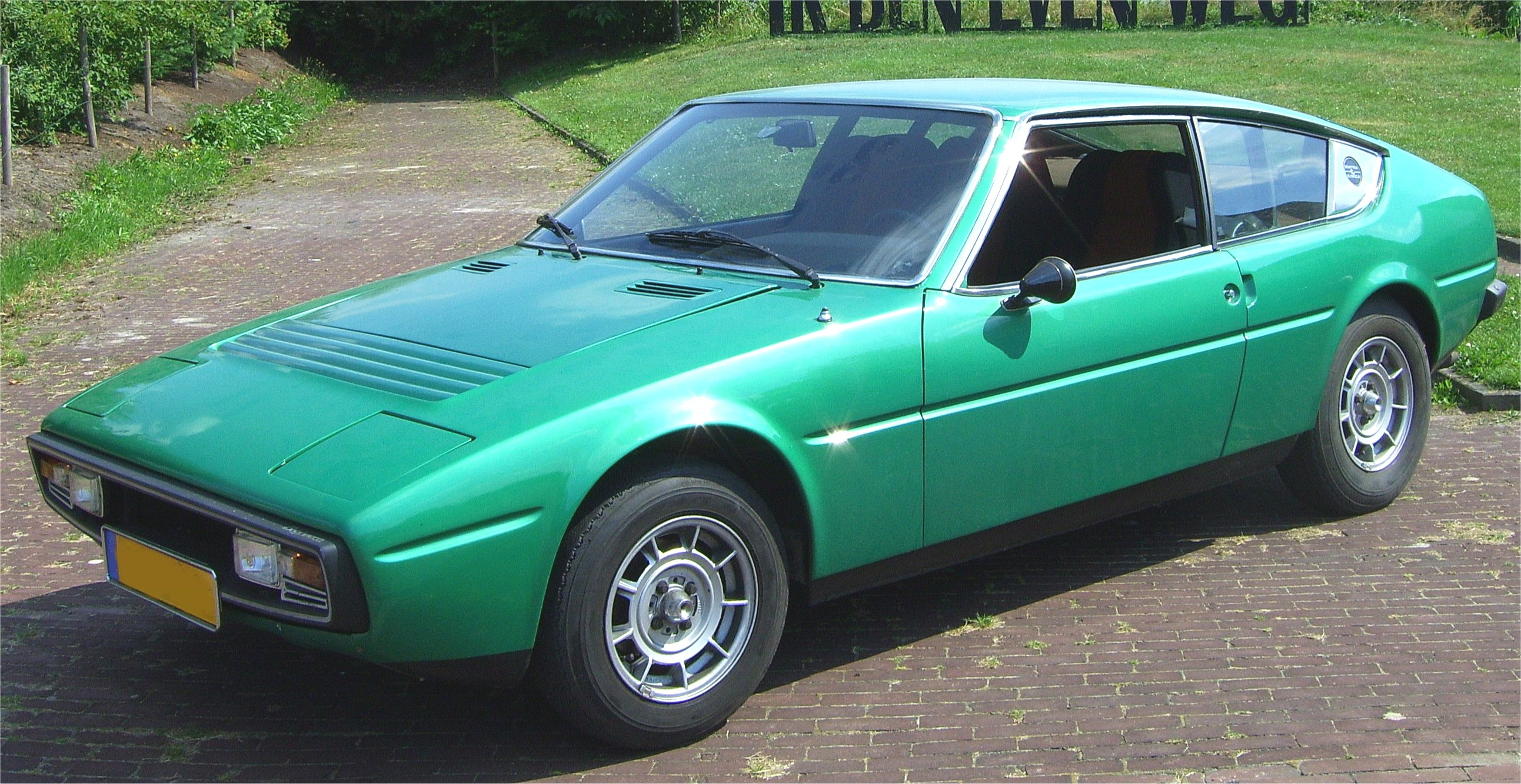
Matra Bagheera (1973–1980)